# Ablepharus grayanus
Espèce
Synonymes
- Blepharosteres grayanus Stoliczka, 1872

Ablepharus grayanus est une espèce de sauriens de la famille des Scincidae.

## Répartition
Cette espèce se rencontre en Inde, au Pakistan et en Afghanistan. Sa présence est incertaine au Kirghizistan.

## Publication originale
- Stoliczka, 1872 : Notes on the Reptilian and Amphibian Fauna of Kachh. Proceedings of the Asiatic Society of Bengal, vol. 1872, p. 71-85 (texte intégral).